# Baranauka (vattendrag i Belarus)
Baranauka (belarusiska: Баранаўка ) är ett vattendrag i Belarus.   Det ligger i voblasten Minsks voblast, i den centrala delen av landet, 70 kilometer söder om huvudstaden Minsk.
Trakten runt Baranauka består till största delen av jordbruksmark. Runt Baranauka är det ganska glesbefolkat, med 25 invånare per kvadratkilometer.